# 2021-es magyar vívóbajnokság
A 2021-es magyar vívóbajnokság a száztizenhatodik magyar bajnokság volt. A bajnokságot december 17. és 18. között rendezték meg Budapesten, a Ludovika Arénában (a párbajtőr selejtezőket a Gerevich Aladár Nemzeti Sportcsarnokban).

## Eredmények
| Versenyszám          | Arany                        | Arany | Ezüst                                         | Ezüst | Bronz                                                               | Bronz |
| -------------------- | ---------------------------- | ----- | --------------------------------------------- | ----- | ------------------------------------------------------------------- | ----- |
| Férfi tőrvívás       | Szemes Gergő Ferencvárosi TC |       | Frűhauf Benjámin Törekvés SE                  |       | Dósa Dániel Törekvés SEMendrey Tamás Újpesti TE                     |       |
| Férfi párbajtőrvívás | Koch Máté Vasas SC           |       | Nagy Dávid Vasas SC                           |       | Kulcsár Viktor Vasas SCBányai Zsombor Vasas SC                      |       |
| Férfi kardvívás      | Szilágyi Áron Vasas SC       |       | Iliász Nikolász Újpesti TE                    |       | Péch Miklós MTKVigh Benedek Vasas SC                                |       |
| Női tőrvívás         | Kondricz Kata Bp. Honvéd     |       | Mohamed Aida Újpesti TE                       |       | Kollár Anna Törekvés SEPásztor Flóra Törekvés SE                    |       |
| Női párbajtőrvívás   | Muhari Eszter Bp. Honvéd     |       | Nagy Kinga Diósgyőri VE                       |       | Balogh Bella Vasas SCGachályi Gréta Alföld Vívó Akadémia Békéscsaba |       |
| Női kardvívás        | Katona Renáta Vasas SC       |       | Battai Sugár Katinka Interfencing Debrecen SC |       | Pusztai Liza BVSCSzűcs Luca BVSC                                    |       |